# Global Frequency
A Global Frequency egy Warren Ellis által írt és a Wildstorm által kiadott képregénysorozat volt mely 2002 és 2003 között jelent meg az Amerikai Egyesült Államokban. A tizenkét részes sci-fi sorozat borítóit Brain Wood készítette, az egyes számokon azonban mindig más művész dolgozott.

## Cselekmény
A Global Frequency egy független, titkos hírszerző szervezet akit egy Miranda Zero nevű ügynök vezet. A szervezetnek világszerte 1001 tagja van akik smart mod-szerűen tartják egymással a kapcsolatot különlegesen átalakított mobiltelefonok segítségével. Az egyes ügynökök közötti kommunikációt, a központi rendszert egy Aleph nevű fiatal lány vezérli.
A szervezet célja, hogy megvédje a Földet a különböző kormányok által elindított titkos projektek következményeitől. Az ügynököket a különböző feladatokra személyes képességeik és készségeik alapján jelölik ki, akik lehetnek katonák, kémek, rendőrnyomozók, tudósok, tanárok, sportolók vagy akár bűnözők és bérgyilkosok is. A küldetések természete igen változatos azonban mindegyik célja a „világ megmentése” katonai, terrorista, biológiai vagy akár paranormális fenyegetésektől.
A szervezet létezése nyílt titok, a tagok névsora azonban titkos, olyannyira hogy még maguk az ügynökök sem tudnak egymásról egészen a küldetés kezdetéig. Az ügynökök a legtöbb esetben csak a különleges mobilokon kommunikálnak egymással és ez által ismerik fel egymást, vagy a szervezet szimbólumáról (egy stilizált nap) amit az ügynök visel.
A Global Frequency alapítója ismeretlen, azonban a szervezet forrásainak egy része a G8 kormányaitól származik, akik azért fizetnek, hogy a szervezet ne hozza nyilvánosságra azokat a borzalmakat amikkel szembe kell szállniuk. Bár egyes kormányokat aggaszt a független, rendszeren kívüli szervezet létezése, azt elismerik, hogy a Global Frequency olyan adottságokkal, hatáskörrel, és főképpen akarattal rendelkezik, amivel egyes kormányok nem. Ebből következően a kormányok engedélyezik a szervezet működését, sőt néha ők maguk kérik a szervezet segítségét.
A legtöbb képregénytől eltérően Ellis inkább egy tévésorozathoz hasonlóan tervezte meg a képregényt, melynek minden „epizódja” külön eseményt dolgoz fel. Így az olvasó gyakorlatilag bármikor bekapcsolódhat a sorozatba. Az egyetlen állandó szereplő Miranda Zero és Aleph, valamint néhány azok közül akik vissza-visszatérnek a tizenkét rész során, ezzel is fokozva a feszültséget, hiszen nem tudni előre, hogy az aktuális főszereplő túléli e a küldetést.

## Megjelenés gyűjteményben
Global Frequency Vol. 1: Planet Ablaze – Global Frequency #1-6 – ISBN 1-4012-0274-8
1. Bombhead, rajzoló: Garry Leach
2. Big Wheel, rajzoló: Glenn Fabry
3. Invasive, rajzoló: Steve Dillon
4. Hundred, rajzoló: Roy Allan Martinez
5. Big Sky, rajzoló: Jon J. Muth
6. The Run, rajzoló: David Lloyd

Global Frequency Vol. 2: Detonation Radio – Global Frequency #7-12 – ISBN 1-4012-0291-8
1. Detonation, rajzoló: Simon Bisley
2. .001, rajzoló:Chris Sprouse
3. rajzoló: Lee Bermejo
4. Superviolence, rajzoló: Tomm Coker
5. Aleph, rajzoló: Jason Pearson
6. Harpoon, rajzoló: Gene Ha

## Televíziós sorozat
2005-ben Mark Burnett megkezdte a képregényen alapuló televíziós sorozat elkészítésének munkálatait, mely egészen a pilot epizód leforgatásági jutott, de a WB Television Network végül mégsem egyezett bele a levetítésébe. A műsorba nem került pilot azonban 2005 júniusában kiszivárgott az internetre és különböző fájlcserélő programokon keresztül máig elérhető.

## Külső hivatkozások
- globalfrequency.org
- FrequencySite: Global Frequency TV Series – 2005
- Rejected TV Pilot Thrives on P2P
- Global Frequency – Comics2Film
- Global Frequency  »  Badmouth